# Ben Duncan
Ben Edmund Duncan (* 12. November 2002) ist ein australischer Fußballspieler.

## Karriere
Ben Duncan erlernte das Fußballspielen in der Fußballakademie der Central Coast Mariners im australischen Gosford. Im März 2023 ging er nach Japan, wo er in Matsuyama einen Vertrag beim Drittligisten Ehime FC unterschrieb. Am Ende der Saison 2023 feierte er mit Ehime die Drittligameisterschaft und den Aufstieg in die zweite Liga. In seiner ersten Profisaison bestritt er 29 Drittligaspiele. Hierbei erzielte er sechs Tore.

## Erfolge
Ehime FC
- Japanischer Drittligameister: 2023  ▲